# Korthalsella
Genre
Classification APG III (2009)
Korthalsella est un genre de plantes dicotylédones.

## Liste des espèces et sous-espèces
Selon NCBI (8 oct. 2010) :
- Korthalsella clavata
- Korthalsella complanata
- Korthalsella cylindrica
- Korthalsella japonica
  - sous-espèce Korthalsella japonica subsp. brassiana
- Korthalsella latissima
- Korthalsella lindsayi
- Korthalsella papuana
- Korthalsella platycaula
- Korthalsella remyana
- Korthalsella rubra
  - sous-espèce Korthalsella rubra subsp. geijericola
- Korthalsella salicornioides

Selon ITIS (8 oct. 2010) :
- Korthalsella complanata (Tiegh.) Engl.
- Korthalsella cylindrica Tiegh.) Engl.
- Korthalsella degeneri Danser
- Korthalsella latissima (Tiegh.) Danser
- Korthalsella platycaula (Tiegh.) Engl.
- Korthalsella remyana Tiegh.